# Попов, Георгий Дмитриевич
Георгий Дмитриевич Попов (18 июня 1946, Донецк) — украинский политик, кандидат исторических наук, народный депутат Украины с мая 1998 по май 2002, первый заместитель Председателя, член Комитета Верховной Рады Украины по вопросам прав человека, национальных меньшинств и межнациональных отношений, Председатель Государственного комитета Украины по делам национальностей и религий с 2 декабря 2006 по 29 декабря 2007, член Коммунистической партии Украины. Член Национального союза журналистов Украины.

## Биография
Образование высшее: Донецкий государственный университет (1968), историк. В 1968-69 — ассистент, Донецкий государственный медицинский институт, 1969-70 гг. — служба в советской армии, в 1970-74 гг. — преподаватель Донецкий гос. мед.институт, в 1974-78 гг. — аспирант Киевского университета им. Т.Шевченко, в 1978-84 гг. — преподаватель, ст. преподаватель, доцент; с 1984 — заведующий кафедрой Донецкого государственного медицинского университета. С 1993 — член ЦК КПУ, в 1995—2006 гг. — секретарь Донецкого обкома Коммунистической партии Украины, в 2005-06 гг. — журналист, главный редактор газеты «Коммунист Донбасса».

## Награды
- Орден Украинской Православной Церкви — Преподобного Нестора Летописца II-ст.